# Honório Gurgel (bairro do Rio de Janeiro)
Honório Gurgel é um bairro tipicamente residencial, na Zona Norte do município do Rio de Janeiro, que surgiu após a implantação da linha férrea na região, em 1892. A estação ferroviária surgiu em  1895, com o nome Muguengue — em alusão a um dos vários rios que cortam a região. Em 1905 teve seu nome alterado para Honório Gurgel, em homenagem ao prefeito do Rio de Janeiro à época, e também herdeiro das terras onde a estação fora instalada.
Vizinho de Rocha Miranda, Marechal Hermes, Bento Ribeiro, Coelho Neto, Guadalupe e Barros Filho, esse bairro carioca já abrigou engenhos de cana-de-açúcar na época Imperial.  

## História

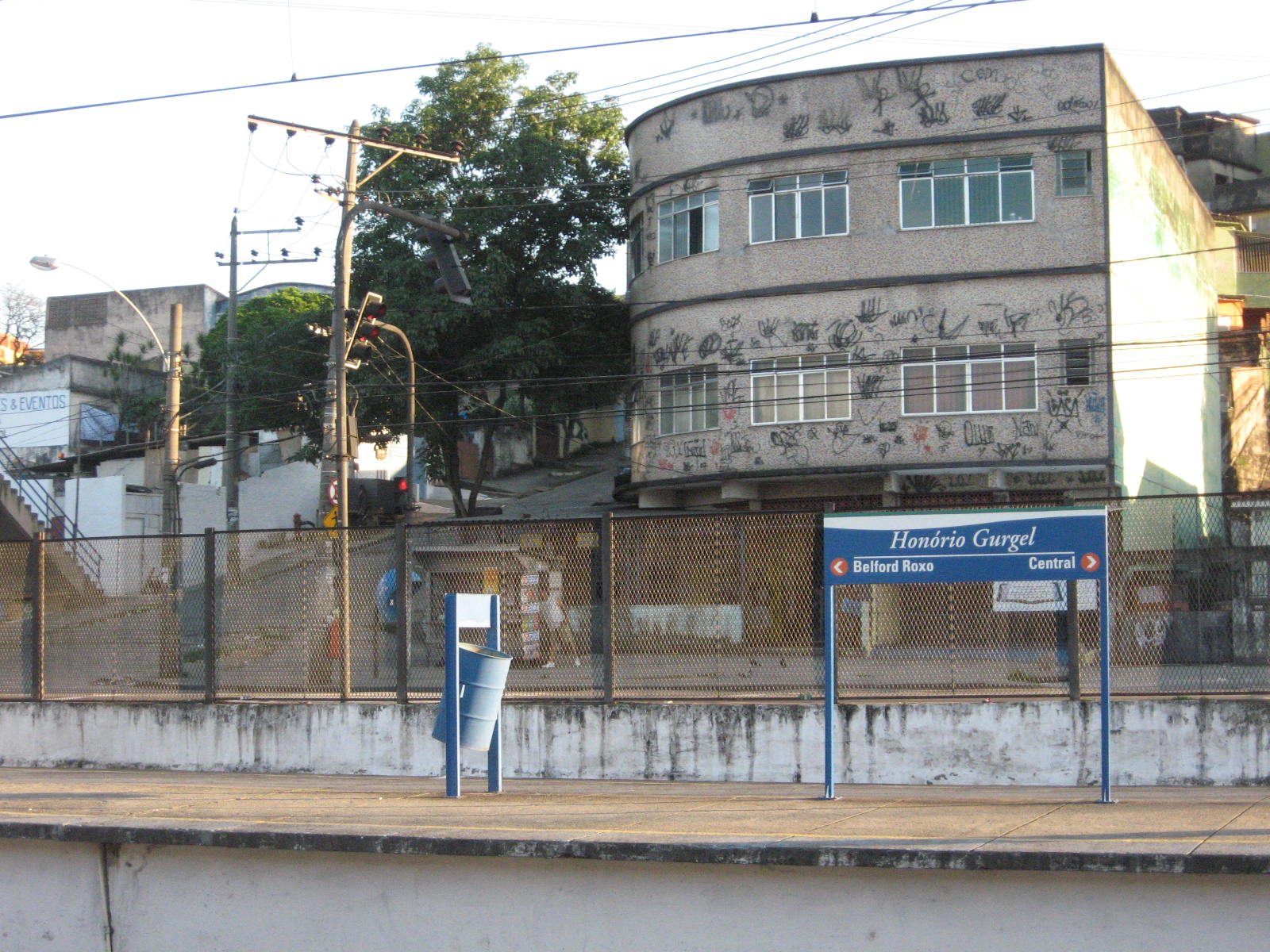
Estação de trem de Honório Gurgel.

Região próxima ao Engenho Boa Esperança que, com a inauguração da Estrada de Ferro Melhoramentos do Brasil (depois linha auxiliar), em 1892, passou a abrigar a Estação de Munguengue, inaugurada em 1 de novembro de 1895, de onde saía um ramal de 3,02 Km para Sapopemba (atual Deodoro). A estação teve a denominação alterada para Honório Gurgel em homenagem ao Tenente Honório Gurgel do Amaral, vereador, cujo pai possuía fazenda em Irajá. Em Honório Gurgel existiam engenhos, olarias e carvoarias, com caminhos dando acesso a Madureira, o principal deles a estrada Tavares Guerra (atual rua Conselheiro Galvão). Posteriormente, foi implantada a faixa da linha de transmissão elétrica da Light, antes ocupada por lavouras que deram espaço ao atual Parque Madureira. 
O bairro é predominante residencial, contudo apresenta considerável número de indústrias pertencentes do Distrito Industrial da Fazenda Botafogo. Uma das primeiras indústrias da região é a ArmcoStaco, inaugurada em 1958.
A moradora mais famosa do bairro foi a cantora Anitta, que residiu ali durante sua infância e juventude. Ela mencionou o nome do bairro na música "Girl From Rio", lançada em 2021, cuja letra diz "Honório Gurgel forever". Além disso, o bairro também foi retratado no livro “A vida e o sonho — Memórias afetivas sobre o bairro Honório Gurgel”, de Zuleika Sant’Anna.

## IAPI de Honório Gurgel
Originalmente Instituto de Aposentadorias e Pensões dos Industriários, o conjunto habitacional foi inaugurado em 1945 durante o governo do presidente Getúlio Vargas, grande impulsionador do processo de ocupação do bairro. Com uma arquitetura funcional, apresenta uma divisão em blocos de apartamentos e casas geminadas, privilegiando áreas de convívio coletivo, como a praça central. 